# Sektory Berlina

Podział Berlina

Po zakończeniu II wojny światowej stolicę Rzeszy poddano pod wspólny zarząd aliantów, dzieląc ją na sektory pod okupacją poszczególnych władz wojskowych. We wschodniej części władzę sprawował komisarz oddelegowany przez wojska sowieckie, natomiast część zachodnia została podzielona na 3 strefy okupacyjne, tj. francuską, brytyjską i amerykańską.

## Okręgi administracyjne w poszczególnych sektorach

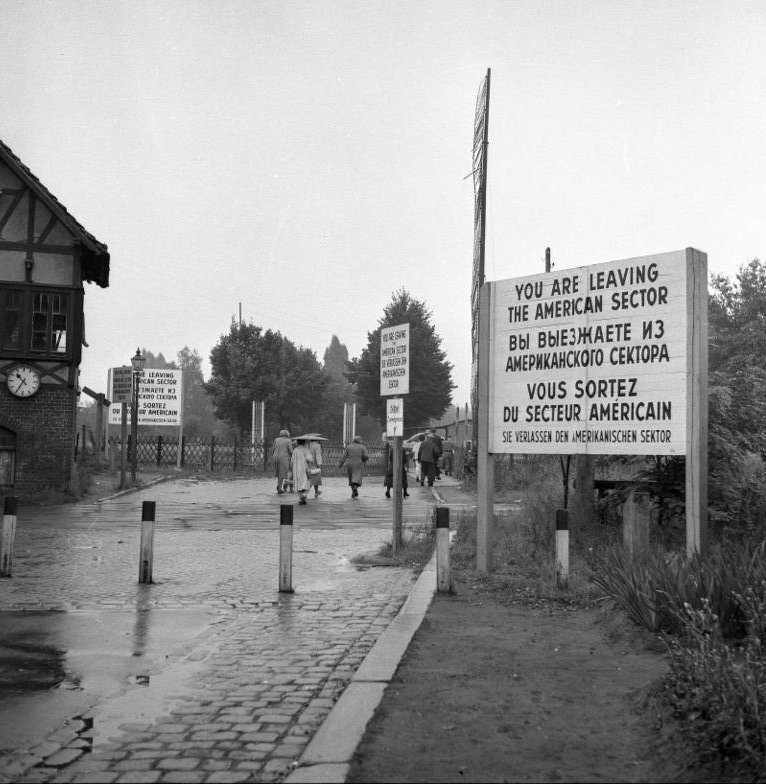
Granice sektorów, Berlin-Düppel, 1955

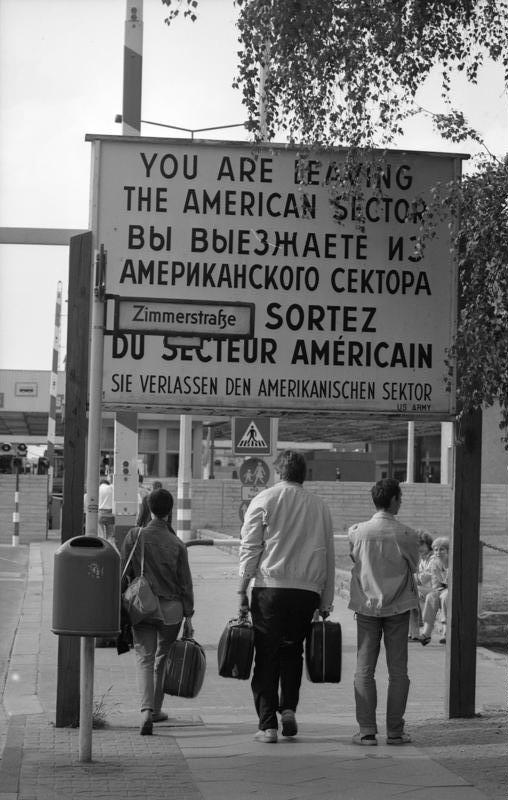
Granice sektorów, Checkpoint Charlie, 1988

### Sektor francuski
1. Reinickendorf
2. Wedding

### Sektor brytyjski
1. Charlottenburg
2. Tiergarten
3. Wilmersdorf
4. Spandau

### Sektor amerykański
1. Neukölln
2. Kreuzberg
3. Schöneberg
4. Steglitz
5. Tempelhof
6. Zehlendorf

### Sektor radziecki
1. Friedrichshain
2. Hellersdorf
3. Hohenschönhausen(inne języki)
4. Köpenick
5. Lichtenberg
6. Marzahn
7. Mitte
8. Pankow
9. Prenzlauer Berg
10. Treptow(inne języki)
11. Weißensee